# Brasserie Martens
La Brasserie Martens (en néerlandais Brouwerij Martens) est une brasserie industrielle et familiale belge située à Bocholt en province de Limbourg. 

## Production
Avec une production annuelle de 3 millions d'hectolitres de bière, la brasserie Martens est la deuxième plus importante brasserie du pays après AB InBev. Elle exporte 85 % de sa production dans une centaine de pays. Dont l’Espagne pour l’enseigne MERCADONA (marque Steinburg Clásica). En Belgique, elle produit surtout des bières pour les grandes surfaces comme ALDI (marques Karlskrone et Karlsquell), Makro, Carrefour et Cora. Ces supermarchés commercialisent souvent les bières sous leurs propres marques.

## Histoire
La brasserie est fondée en 1758 par Adriaan Gerkens,,,. Ensuite l'entreprise familiale est passée de père en fils  ou de père en beau-fils jusqu'à aujourd'hui avec la huitième génération. Après Adriaan Gerkens, la brasserie a été successivement dirigée par Jean Schrijvers, Theodorus Martens, P. Frans Martens, Jean Martens, Frans Martens, Jean et Gérard Martens puis Fons et Jan Martens.
Après la Première Guerre mondiale, une grande crise traverse les brasseries belges, la brasserie Martens arrive à s'en sortir en exportant ses produits par chemin de fer et par voie maritime vers des régions plus favorisées.
En 1979, Jean Martens ouvre le musée de la brasserie.
Depuis 2007, la brasserie augmente sa capacité de brassage. La brasserie regroupe ses bouteilles recyclées sans film[pas clair].

## Produits
- Martens Pils
- Martens Gold
- Martens Premium 5
- Martens Extra 7
- Sezoens
- Kristoffel Blonde, Brune et Blanche
- Maternus Pils
- Maternus Gold
- Karlsquell
- Limburgse Witte
- Opus
- Karlskrone Premium Pils
- Karlskrone Gold
- Karlskrone Premium Altbier
- Hopvil
- Hopvil strong
- Steinburg Clásica

## Récompenses et distinctions
En 2024, la brasserie est nommée pour les Global Water Awards.